# 蓬圣马丹
蓬圣马丹（法語：Pont-Saint-Martin，法語發音：[pɔ̃ sɛ̃ maʁtɛ̃] ⓘ）是法国大西洋卢瓦尔省的一个市镇，位于该省南部，属于南特区。

## 地名
法语人名在日常人名译名以及《世界人名翻譯大辭典》、《法语姓名译名手册》等主流人名译名类书籍资料中多译作“马丁”，不过在《世界地名翻译大辞典》、《世界地名译名词典》和《法国地图册》等主流地名译名类书籍资料中多译作“马丹”。

## 地理
蓬圣马丹（47°7'25"N, 1°35'4"W）面积21.88 平方千米，位于法国卢瓦尔河地区大区大西洋卢瓦尔省，该省份为法国西北部沿海省份，位于布列塔尼半岛东南部，北起伊勒-维莱讷省，西北接莫尔比昂省，西临大西洋，南至旺代省，东临曼恩-卢瓦尔省。
与蓬圣马丹接壤的市镇（或旧市镇、城区）包括：勒比尼翁、布格奈、拉舍夫罗利耶尔、勒泽、圣艾尼昂格朗略、莱索里尼耶尔。
蓬圣马丹的时区为UTC+01:00、UTC+02:00（夏令时）。

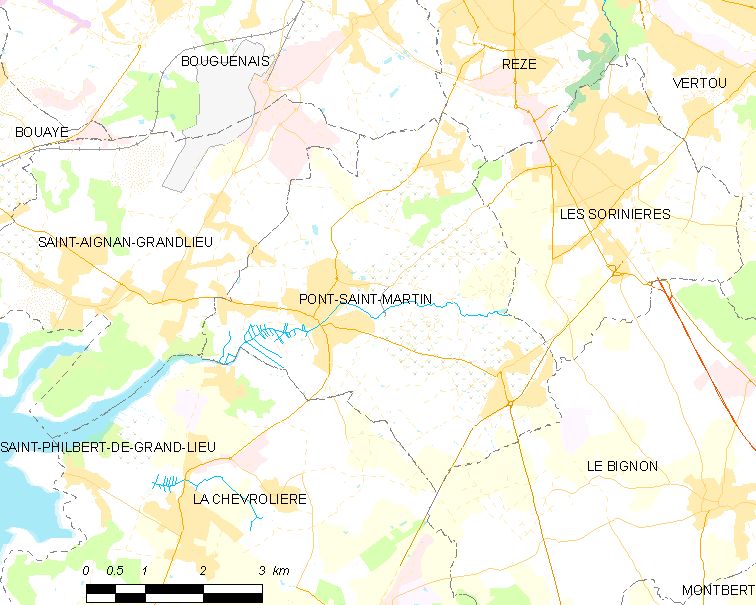
蓬圣马丹的OSM定位图

## 行政
蓬圣马丹的邮政编码为44860，INSEE市镇编码为44130。

## 政治
蓬圣马丹所属的省级选区为圣菲尔贝德格朗略县。

## 人口

1962-2008年间蓬圣马丹人口变化图示

蓬圣马丹于2022年1月1日时的人口数量为6942人。